# Prinsuéjols
Prinsuéjols est une ancienne commune française, située dans le département de la Lozère en région Occitanie.
Ses habitants sont appelés les Prinsuéjoliens.

## Géographie

### Localisation
La commune est située dans le Massif central, dans la partie orientale des monts d'Aubrac. 

### Communes limitrophes
|            | Malbouzon (Prinsuéjols-Malbouzon) |                 |
| Marchastel | Prinsuéjols                       | Peyre en Aubrac |
|            | Saint-Laurent-de-Muret            | Le Buisson      |

### Hydrographie
Le sud de la commune est parcouru par la Crueize et le nord, par la Rimeize et ses affluents.

## Histoire
Le 1er janvier 2017, elle fusionne avec Malbouzon pour constituer la commune nouvelle de Prinsuéjols-Malbouzon dont elle est une commune déléguée.

## Politique et administration
| Période | Période  | Identité          | Étiquette | Qualité |
| ------- | -------- | ----------------- | --------- | ------- |
| 2017    | En cours | Xavier Poudevigne |           |         |

| Période                                  | Période | Identité                                    | Étiquette | Qualité |
| ---------------------------------------- | ------- | ------------------------------------------- | --------- | ------- |
| Les données manquantes sont à compléter. |         |                                             |           |         |
| 1974                                     | 2001    | Sylvie Giscard d'Estaing (Mme de Las Cases) |           |         |
| 2001                                     | 2014    | René Pagès                                  | DVD       |         |
| 2014                                     | 2016    | Xavier Poudevigne                           |           |         |

## Démographie
L'évolution du nombre d'habitants est connue à travers les recensements de la population effectués dans la commune depuis 1793. À partir du 1er janvier 2009, les populations légales des communes sont publiées annuellement dans le cadre d'un recensement qui repose désormais sur une collecte d'information annuelle, concernant successivement tous les territoires communaux au cours d'une période de cinq ans. 
Pour les communes de moins de 10 000 habitants, une enquête de recensement portant sur toute la population est réalisée tous les cinq ans, les populations légales des années intermédiaires étant quant à elles estimées par interpolation ou extrapolation. Pour la commune, le premier recensement exhaustif entrant dans le cadre du nouveau dispositif a été réalisé en 2006,.
En 2014, la commune comptait 154 habitants, en évolution de −1,91 % par rapport à 2009 (Lozère : −1,04 %, France hors Mayotte : +2,49 %).
| 1793 | 1800 | 1806 | 1821 | 1831 | 1836 | 1841 | 1846 | 1851 |
| ---- | ---- | ---- | ---- | ---- | ---- | ---- | ---- | ---- |
| 780  | 545  | 606  | 543  | 695  | 690  | 662  | 658  | 675  |

| 1856 | 1861 | 1866 | 1872 | 1876 | 1881 | 1886 | 1891 | 1896 |
| ---- | ---- | ---- | ---- | ---- | ---- | ---- | ---- | ---- |
| 641  | 624  | 630  | 639  | 685  | 653  | 678  | 595  | 594  |

| 1901 | 1906 | 1911 | 1921 | 1926 | 1931 | 1936 | 1946 | 1954 |
| ---- | ---- | ---- | ---- | ---- | ---- | ---- | ---- | ---- |
| 629  | 625  | 529  | 518  | 504  | 506  | 439  | 395  | 323  |

| 1962 | 1968 | 1975 | 1982 | 1990 | 1999 | 2006 | 2011 | 2014 |
| ---- | ---- | ---- | ---- | ---- | ---- | ---- | ---- | ---- |
| 313  | 294  | 252  | 211  | 163  | 163  | 161  | 159  | 154  |

## Culture locale et patrimoine

### Lieux et monuments

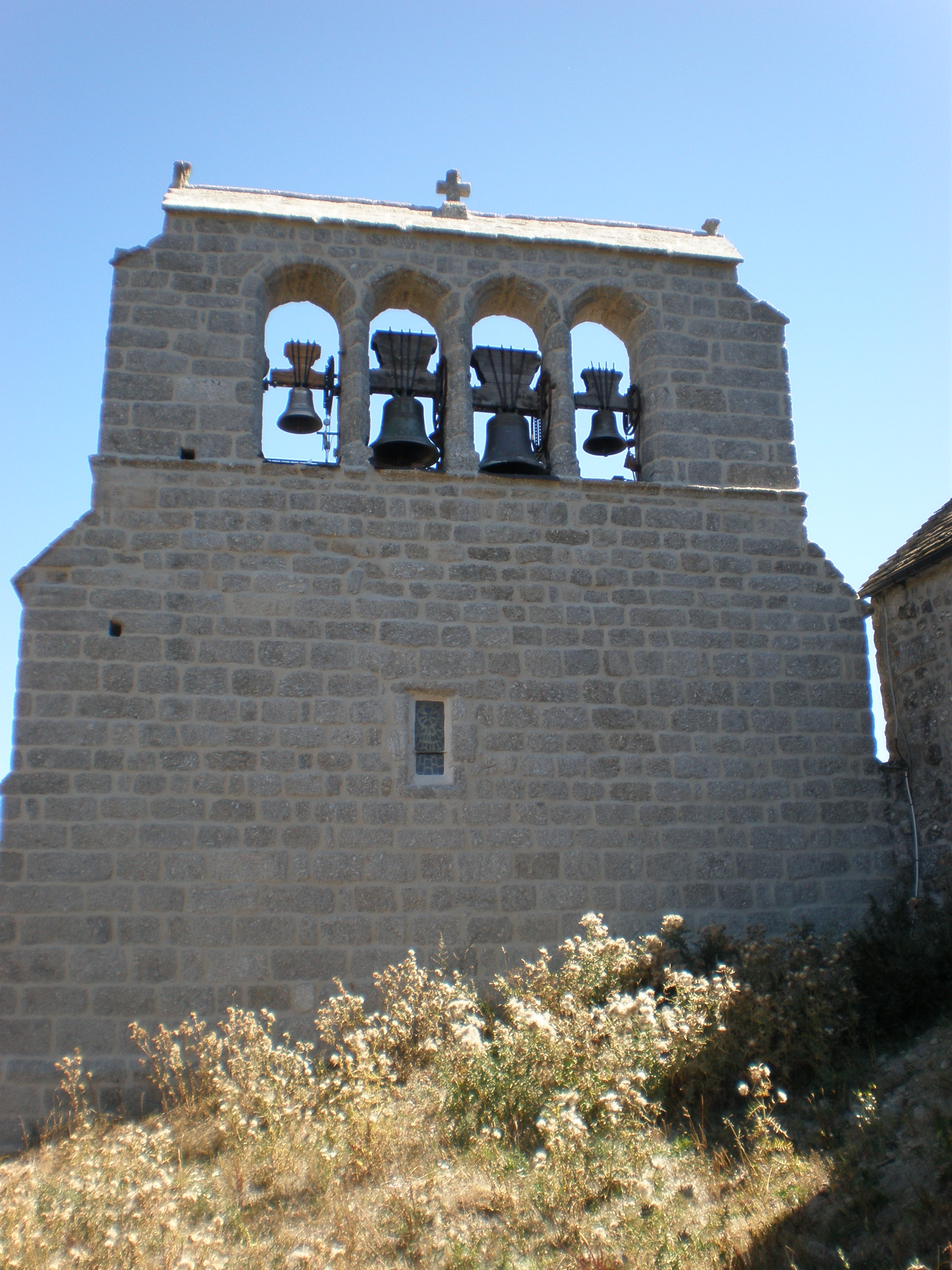
L'église de Prinsuéjols.

- Église Saints-Pierre-et-Paul de Prinsuéjols, de style roman avec clocher-mur.
- Château de la Baume
- Truc des Coucuts

### Personnalités liées à la commune
- Louis Dalle, évêque né dans la commune.